# Roberto Hilbert
Roberto Jan Hilbert (Forchheim, 16 oktober 1984) is een Duits voormalig profvoetballer die bij voorkeur als middenvelder speelde. Hij kwam tussen 2002 tot en met 2019 onder meer uit voor VfB Stuttgart, Beşiktaş JK en Bayer 04 Leverkusen. Hilbert was van 2007 tot en met 2008 international in het Duits voetbalelftal, waarvoor hij 8 interlands speelde.

## Clubcarrière
In zijn jeugd speelde Hilbert voor SpVgg Jahn Forchheim, 1. FC Nürnberg en SpVgg Greuther Fürth. In 2002 werd hij overgebracht naar Bayernliga (4e divisie) om voor 1. SC Feucht te gaan spelen, waar hij een van de belangrijkste spelers was. Zijn club was gepromoveerd naar de Regionalliga (3de divisie) het volgende seizoen, waarin hij in 26 wedstrijden tien doelpunten maakte.
In de zomer van 2006 trad hij toe Bundesliga-club VfB Stuttgart. In zijn eerste seizoen bij Stuttgart speelde Hilbert regelmatig in het eerste team, dat de club in mei 2007 het eerste kampioenschap in vijftien jaar bezorgde. Op 22 juni 2010 tekende Hilbert een driejarig contract bij de Turkse topclub Beşiktaş JK. Hij scoorde zijn eerste doelpunt tegen HJK Helsinki voor de eerste kwalificatieronde van de UEFA Europa League op 17 augustus 2010. In 2013 ging hij aan de slag bij Bayer 04 Leverkusen, waar hij aan het einde van het seizoen 2016/17, na vier jaar, vertrok.
In oktober 2017 keerde de transfervrije Hilbert terug bij zijn oude club Greuther Fürth. Hij tekende een contract van twee jaar. Op 9 januari 2019 maakte Hilbert bekend per direct te stoppen met profvoetbal. Hij maakte nog wel het seizoen af bij het tweede elftal van de club.

## Erelijst
| Competitie          |               |               |               |               |
| Competitie          | Aantal        | Jaren         |               |               |
| VfB Stuttgart       | VfB Stuttgart | VfB Stuttgart | VfB Stuttgart | VfB Stuttgart |
| ------------------- | ------------- | ------------- | ------------- | ------------- |
| Kampioen Bundesliga | 1x            | 2006/07       |               |               |
| Beşiktaş            |               |               |               |               |
| Beker van Turkije   | 1x            | 2010/11       |               |               |